# Fähnrich

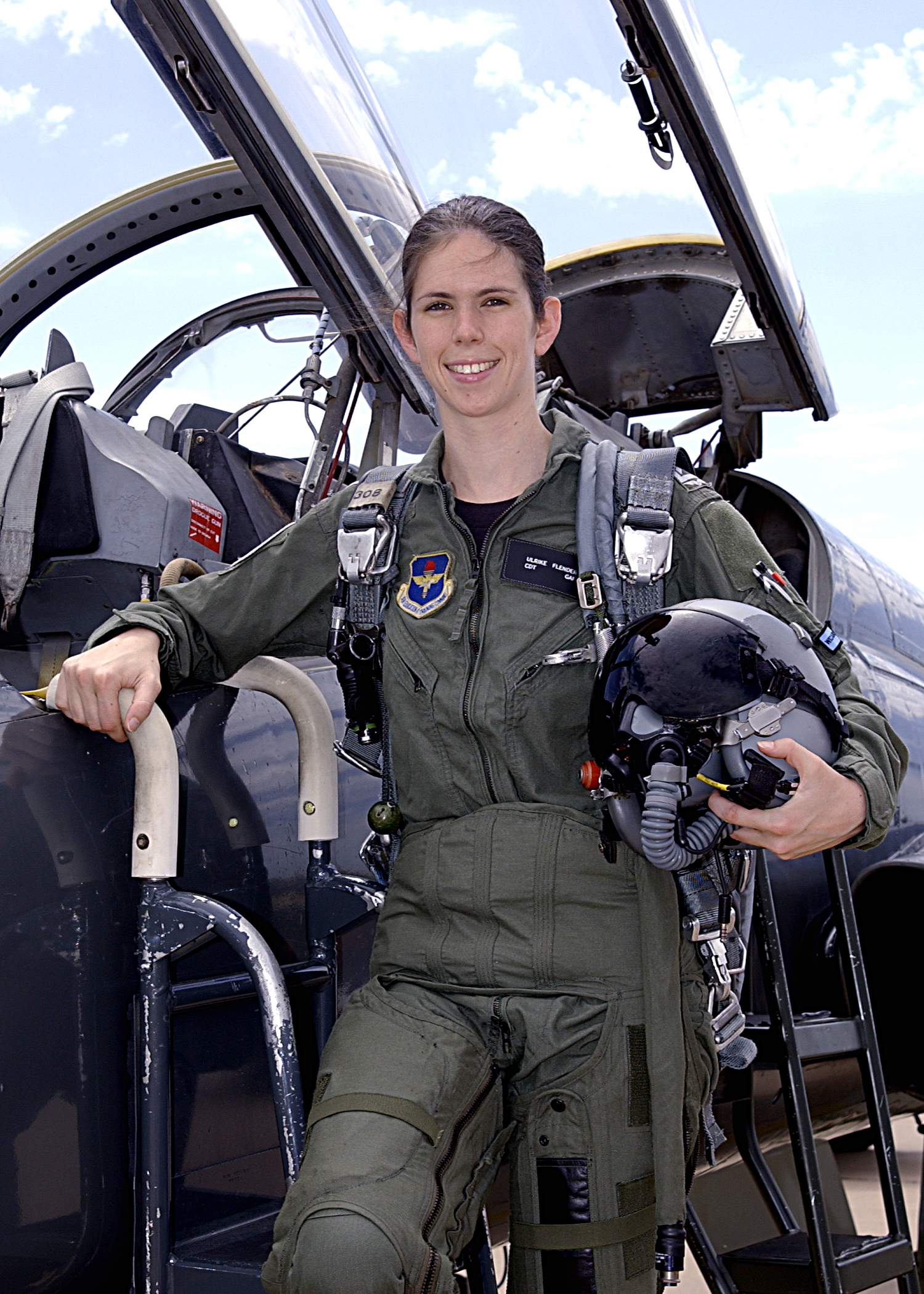
Fähnrich Ulrike Fitzer der deutschen Luftwaffe

Der Fähnrich ist ein militärischer Dienstgrad der Bundeswehr, des Bundesheeres und früherer deutscher Streitkräfte. Die Fähnriche der Nationalen Volksarmee stellten darüber hinaus auch eine eigene Dienstgrad- und Laufbahngruppe dar. In der Bundeswehr ist die Bezeichnung „Fähnriche“ auch eine Sammelbezeichnung für mehrere ähnlich lautende Dienstgrade.
In früheren oder anderssprachigen Streitkräften existieren häufig ebenfalls Dienstgrade, die ähnlich lauten oder deren Wortherkunft sich wie im Deutschen auf die historische Bezeichnung für den Träger der Truppenfahne zurückführen lässt und die daher häufig ebenfalls als Fähnrich bezeichnet werden. Nur selten sind diese Dienstgrade jedoch vergleichbar mit den Fähnrichen in der Bundeswehr oder im Bundesheer.

## Etymologie
Das Wort „Fähnrich“ stammt vom althochdeutschen faneri, dem mittelhochdeutschen venre und dem frühneuhochdeutschen venrich ab und ist daher mit dem modernen Wort „Fahne“ im Sinn von Truppenfahne verwandt, die der Fähnrich einst zu tragen hatte. In der Kavallerie entwickelte sich analog die Dienstgradbezeichnung „Kornett“, die auf die französische Bezeichnung cornette (deutsch: Kornette, Reiterfahne oder Standarte) zurückgeht. Verwandt ist das spanische corneta. In der englischen Sprache lassen sich entsprechend verwandte Dienstgrade, in denen ensign vorkommt, auf das gleichlautende englische Wort ensign (lateinisch: signum Zeichen) für die Truppenfahne zurückführen. Im Übrigen lässt sich die Wortherkunft der russischen und polnischen Dienstgradbezeichnungen Praporschtschik und Chorąży ebenfalls analog erklären.

## Bundeswehr
Der Dienstgrad Fähnrich wird durch den Bundespräsidenten mit der Anordnung des Bundespräsidenten über die Dienstgradbezeichnungen und die Uniform der Soldaten auf Grundlage des Soldatengesetzes festgesetzt.

### Befehlsbefugnis und Dienststellungen
In der Bundeswehr ist der Fähnrich ein Unteroffiziersdienstgrad, der gemäß der Zentralen Dienstvorschrift (ZDv) A-1420/24 „Dienstgrade und Dienstgradgruppen“ zur Dienstgradgruppe der Unteroffiziere mit Portepee zählt. Aufgrund der Zugehörigkeit zur Dienstgradgruppe der Unteroffiziere mit Portepee können Fähnriche auf Grundlage des § 4 („Vorgesetztenverhältnis auf Grund des Dienstgrades“) der Vorgesetztenverordnung innerhalb der dort gesetzten Grenzen Soldaten der Dienstgradgruppen Mannschaften und Unteroffizieren ohne Portepee Befehle erteilen.
Fähnriche sind Offizieranwärter und befinden sich, während sie diesen Dienstgrad führen, in der Regel im Studium. Offizieranwärter in den Laufbahnen der Offiziere des militärfachlichen Dienstes absolvieren in diesem Dienstgrad gewöhnlich eine zweijährige Ausbildung an einer Fachschule mit Abschluss Staatlich geprüfter Techniker, Staatlich geprüfter Betriebswirt oder Staatlich geprüfter Erzieher. Einige Fähnriche befinden sich zur Offizierausbildung an einer Offizierschule. In der „gewöhnlichen“ Truppe werden diese Fähnriche in der Regel nur im Rahmen von Truppenpraktika eingesetzt. Fähnriche werden dann beispielsweise als stellvertretende Zugführer, als Gruppen-, Trupp- oder Kompanietruppführer, als Kommandant gepanzerter Kampffahrzeuge und in Stäben eingesetzt. Aufgrund der aufgezählten und ähnlicher Dienststellungen können Fähnriche in den in der Vorgesetztenverordnung aufgezählten Fällen allen dienstlich oder fachlich unterstellten Soldaten Befehle erteilen.

### Ernennung und Besoldung
Maßgebliche gesetzliche Grundlagen für die Ernennung zum Fähnrich trifft die Soldatenlaufbahnverordnung (SLV) und ergänzend die Zentrale Dienstvorschrift (ZDv) 20/7. Voraussetzung zur Ernennung in den Dienstgrad Fähnrich ist die Zugehörigkeit zu einer der Laufbahnen der Offiziere. Zum Dienstgrad Fähnrich können Zeitsoldaten und beorderte Reservisten ernannt werden. Nach einem Wechsel von Feldwebeln in eine Laufbahn der Offiziere des militärfachlichen Dienstes wird der bisherige Dienstgrad in den Dienstgrad Fähnrich überführt. Die meisten Fähnriche haben zuvor aber im Dienstgrad Fahnenjunker gedient. Offizieranwärter können in den meisten Laufbahnen 21 Monate (in den Laufbahnen der Offiziere des militärfachlichen Dienstes 12 Monate) nach Eintritt in diese Laufbahn zum Fähnrich befördert werden. Etwaige Dienstzeiten in einer vorherigen Laufbahn können (häufig aber nur anteilig und begrenzt) angerechnet werden. Beim Wechsel eines Stabsunteroffiziers in die Laufbahnen der Offiziere des militärfachlichen Dienstes erfolgt die Ernennung zum Fähnrich nicht, bevor er im Dienstgrad Stabsunteroffizier ein Jahr Dienstzeit aufweist.
Fähnriche werden nach der Bundesbesoldungsordnung (BBesO) mit A7 besoldet.

### Dienstgradabzeichen
Das Dienstgradabzeichen für Fähnriche zeigt einen Winkel mit der Spitze nach oben und eine umlaufende geschlossene Tresse als Schulterabzeichen. Zur Unterscheidung von den Dienstgradabzeichen der Feldwebel tragen Fähnriche wie andere Offizieranwärter auf allen Schulterklappen zusätzlich eine silberfarbene Kordel aus Metallgespinst als Überziehschlaufe.

### Geschichte
Bis zur Zentralisierung der Ausbildung in Verantwortung des Heeres im Jahr 2006 sollten Heeresuniformträger vor Ernennung zum Fähnrich den Einzelkämpferlehrgang 1 erfolgreich absolvieren, auch wenn dieser für die Ernennung formal nicht zwingend war. Mittlerweile wird der Lehrgang nur noch für Soldaten einer der Truppengattungen angeboten, die gemeinhin zu den Kampftruppen zählen oder eine besondere Befähigung auf diesem Gebiet benötigen. Der Lehrgang wird von Soldaten in den Laufbahnen des Truppendienstes in der Regel aber erst nach dem Studium durchlaufen. Als Ersatz für den Einzelkämpferlehrgang 1 absolvieren alle übrigen Offizieranwärter und Offiziere den Lehrgang Überleben Einsatz. Der Lehrgang Überleben Einsatz wird von den Offizieranwärterbataillonen durchgeführt.

### Äquivalente, nach- und übergeordnete Dienstgrade
Den Dienstgrad Fähnrich führen nur Heeres- und Luftwaffenuniformträger. Marineuniform tragende Offizieranwärter derselben Rangstufe führen den Dienstgrad Fähnrich zur See. Soldaten, die nicht Offizieranwärter sind, führen die ranggleichen Dienstgrad Feldwebel (für Heeres- und Luftwaffenuniformträger) oder Bootsmann (für Marineuniformträger). In den Streitkräften der NATO ist der Fähnrich zu allen Dienstgraden mit dem NATO-Rangcode OF-D äquivalent.
In den Feldwebellaufbahnen ist der Feldwebel gemäß Nr. 127 f. ZDv 20/7 zwischen dem rangniedrigeren Stabsunteroffizier bzw. Obermaat und dem ranghöheren Oberfeldwebel bzw. Oberbootsmann eingeordnet (erste Dienstgradbezeichnung jeweils für Heeres- und Luftwaffenuniformträger; zweite Dienstgradbezeichnung jeweils für Marineuniformträger). Im Sinne der Anordnung des Bundespräsidenten über die Dienstgradbezeichnungen und die Uniform der Soldaten gilt für die Einordnung der Fähnriche Entsprechendes, auch wenn Fähnriche nach der in der Laufbahngruppe für Offiziere vorgesehenen Beförderungsreihenfolge in der Regel zuvor den Dienstgrad Fahnenjunker führten und anschließend in den Dienstgrad Oberfähnrich (Reserveoffizieranwärter in der Regel zum Leutnant) befördert werden.
| Unteroffizierdienstgrad |                                               |                             |
| Niedrigerer Dienstgrad |                                               | Höherer Dienstgrad          |
| Stabsunteroffizier Obermaat | Fähnrich Feldwebel Fähnrich zur See Bootsmann | Oberfeldwebel Oberbootsmann |
| Dienstgradgruppe: Mannschaften – Unteroffiziere o.P. – Unteroffiziere m.P. – Leutnante – Hauptleute – Stabsoffiziere – Generale |                                               |                             |

### Sammelbezeichnung
Als Fähnriche werden manchmal inoffiziell auch die ähnlich lautenden Dienstgrade Fähnrich, Fähnrich zur See, Oberfähnrich und Oberfähnrich zur See zusammengefasst. Manchmal geschieht dies in Abgrenzung zum Begriff Feldwebeldienstgrade (bzw. Bootsleute) für alle Unteroffiziere mit Portepee, die nicht zu den Offizieranwärtern zählen bzw. die nicht einen der vorgenannten Dienstgrade führen.

## Bundesheer
Im österreichischen Bundesheer wird der Fähnrich zu den Offizieren gezählt, befindet sich als „Militärakademiker“ aber noch in Ausbildung zum Leutnant. Insofern nimmt dieser Offiziersanwärterdienstgrad eine Zwitterstellung ein. In Österreich existieren keine weiteren Offiziersanwärterdienstgrade.
Der Dienstgrad Fähnrich wird Einjährig-Freiwilligen nach zwölf Monaten ab Diensteintritt verliehen. Scheitert ein Offiziersanwärter an der Theresianischen Militärakademie während der achtsemestrigen (seit September 2008: sechssemestrigen) Akademieausbildung (inklusive Berufspraktika), so wird er mit dem Dienstgrad Wachtmeister entlassen. Demnach tragen ausschließlich die auszubildenden Militärakademiker den Dienstgrad Fähnrich. Die Beförderung zum vollwertigen Offizier und Leutnant erfolgt am Ende der vierjährigen (seit September 2008: dreijährigen) Ausbildung. Äußerlich unterschieden werden die einzelnen Jahrgänge anhand gelber Querbalken über den Dienstgradabzeichen (Fähnrichsstern): Ein Balken zeichnet den ersten Jahrgang aus, vier Balken den vierten, den Abschlussjahrgang.
| Niedrigerer Dienstgrad Vizeleutnant                                                                                  | Dienstgrad Fähnrich | Höherer Dienstgrad Leutnant |
| Einordnung: Rekruten – Chargen – Unteroffiziere – Offiziere Alle Dienstgrade auf einen Blick: Bundesheer-Dienstgrade |                     |                             |

## Streitkräfte Frankreichs
Gemäß NATO-Rangcode bildet der Aspirant (wörtl. „Anwärter“) das dienstgradmäßige Pendant zum deutschen Fähnrich. Die Anrede lautet „mon lieutenant“ (weiblich: nur „lieutenant“, ohne Possessivpronomen). Sprachlich existieren Fähnriche in den französischen Streitkräften noch in der französischen Kriegsmarine (Marine Nationale): der enseigne de vaisseau de 2e classe (Leutnant zur See) und der enseigne de vaisseau de 1re classe (Oberleutnant zur See).
Die einstige Aufgabe des Fähnrichs als Führer des Feldzeichens, etwa bei Paraden, obliegt heutzutage dem porte-drapeau (Fahnenträger) oder porte-étendard (Standartenträger), dieser kann ein Offizier oder Unteroffizier sein.

### Königlich französische Armee bis 1791/92

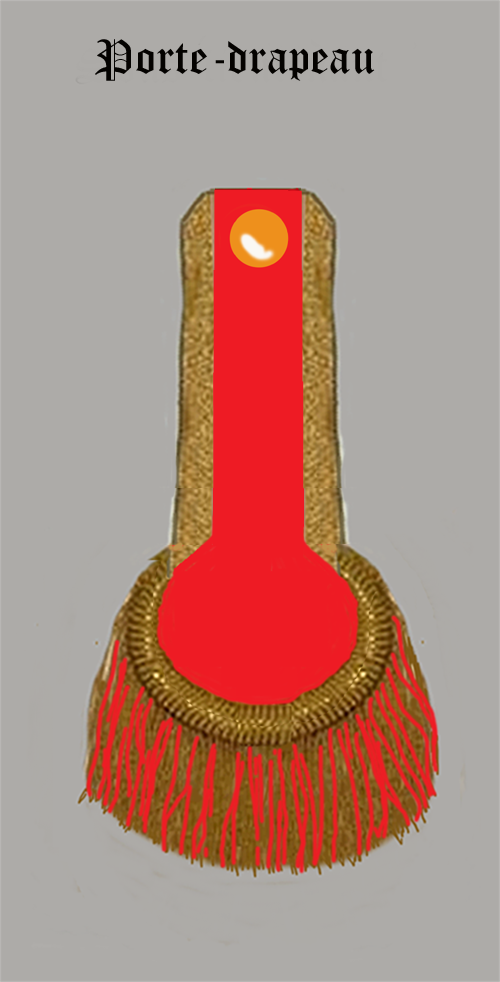
Epaulette eines Porte-drapeau der französischen Infanterie 1786

In der französischen Armee des Ancien Régime existierten für die Fahnenträger der Kavallerie, der Dragoner und der Infanterie unterschiedliche Bezeichnungen. Ebenso waren die Feldzeichen der einzelnen Truppengattungen verschieden in Aussehen und Benennung. Die Fahne der Infanterie hieß Drapeau, die Standarte der Kavallerie Ètendard, der Stander bzw. Wimpel der Dragoner Guidon.
Kavallerie
Bei der Kavallerie hieß der Fähnrich bis 1762 Cornette, dann Porte-étendard (Standartenträger), jeweils ranggleich mit dem Sous-lieutenant. Im Zuge der Armeereorganisation während der Revolution wurde die Bezeichnung Cornette 1792 wieder eingeführt. Das Régiment Colonel général cavalerie besaß eine Sonderstellung, die Bezeichnung Cornette wurde hier nach 1762 beibehalten. Dieser hatte im Gegensatz zu restlichen Kavallerie den Rang eines Capitaine 2e classe, erhielt jedoch einen weitaus höheren Sold.
Infanterie
Der Fähnrich der Infanterie wurde vom 26. Mai 1527 bis zum 10. Dezember 1762 Enseigne genannt. Zuletzt existierten zwei Fähnrichsränge: jener des Enseigne à pique (etwa „Fähnrich zur bzw. unter der Pike“) und der des ihm untergeordneten Enseigne à drapeau (etwa „Fähnrich zur bzw. unter der Fahne“). Letzterer fungierte während der Schlacht als Träger der entrollten Fahne; auf dem Marsch trug die eingerollte Fahne ein Unteroffizier, der Porte-drapeau (Fahnenträger). Die Leibfahne des Regimentsinhabers (drapeau colonelle) wurde zusammengerollt von einem Elitesoldaten der ältesten Kompanie des Regiments getragen. War sie ausgerollt, übernahm sie ein Offizier im Range eines Sous-lieutenant, der Officier porte-drapeau. 1762 wurden die beiden Enseigne-Dienstgrade in Sous-lieutenant umbenannt. Damit verlor der vormalige Enseigne à drapeau seine Aufgabe als Fahnenträger. Gleichzeitig wurde aus der Funktionsbezeichnung Porte-drapeau ein regulärer Dienstgrad, der als niederster Sous-lieutenant rangierte. Die Beförderung zum Porte-drapeau blieb verdienten Unteroffizieren vorbehalten, die die Fahne nun ständig führten, in der Schlacht und auf dem Marsch. Bei den in Übersee stationierten Compagnies Franches de la Marine (Freikompanien der Marine) schieden sich die Fähnriche hingegen in enseigne en second (Zweiter Fähnrich) und enseigne en pied (etwa „kompletter“ bzw. „tatsächlicher Fähnrich“).
Dragoner
Bei den Dragonern hieß der Fähnrich bis 1762 Guidon, dann Porte-guidon (Stander- bzw. Wimpelträger).

## Streitkräfte des Vereinigten Königreichs
Gemäß NATO-Rangcode ist der britische Officer Designate die zum Fähnrich der Bundeswehr äquivalente Dienstgradbezeichnung der Streitkräfte des Vereinigten Königreichs. Etymologisch verwandt im Englischen ist jedoch der Ensign. Bis ins Jahr 1871 war Ensign der niedrigste Offiziersdienstgrad in den Infanterieregimentern der British Army. Dieser entspricht heute dem Second Lieutenant. Aufgabe dieser Offiziere war es, die Fahne des Regiments zu tragen. Ab dem 16. Jahrhundert hatte das Wort ensign zwei Bedeutungen: zum einen die Fahne an sich und zum anderen den Träger eben jener Fahne. In der Zeremonie Trooping the Colour werden die Fahnen der Regimenter von verschiedenen Dienstgraden getragen, diese haben heute noch die Aufgabe – nicht jedoch den Rang – eines Ensign.

## Streitkräfte der Vereinigten Staaten

Ensign der US-Navy

Gemäß NATO-Rangcode existiert zum Fähnrich der Bundeswehr keine äquivalente Dienstgradbezeichnung in den US-Streitkräften.
Etymologisch verwandt ist jedoch völlig analog zur Wortherkunft in den Britischen Streitkräften die Dienstgradbezeichnung Ensign. In der US-Navy ersetzte der Dienstgrad Ensign 1862 den Rang eines „Passed Midshipman“, also einen Midshipman, der seine Abschlussprüfung bestanden hatte. Im NATO-Rangcode-System hat er die Stufe OF-1 und ist damit auch das Äquivalent eines Leutnants zur See der Deutschen Marine. Ein Offizier im Dienstgrad eines Ensign ist typischerweise noch in der erweiterten zweijährigen Spezialausbildung, nachdem er bereits sein Offizierspatent bekommen hat. Nach dieser Ausbildung dient er dann für gewöhnlich als Offizier in einer Division, in der er eine Gruppe von Petty Officers und Mannschaftsdienstgraden führt. Doch selbst die Verwendung als Divisionsoffizier dient eigentlich noch der Ausbildung. Sie soll den jungen Marineoffizier mit den Pflichten und Verantwortlichkeiten, den Systemen, Programmen und Richtlinien des alltäglichen Dienstes mit Unterstützung durch den Divisions-Chief-Petty-Officer vertraut machen.
Aufgrund ihrer Schulterabzeichen werden Ensigns oft auch „butterbars“ (etwa Butterriegel) genannt. Der dienstälteste Ensign an Bord eines Schiffs der US-Navy oder einer Marineflugstaffel erhält extra große Schulterabzeichen, in denen oft das Wort „BULL“ eingraviert ist. Dieser Offizier wird auch Bull Ensign genannt. Der Tradition nach ist dieser Ensign als Mentor verantwortlich für die anderen dienstjüngeren Ensigns der Einheit. Zusammen mit dem dienstjüngsten Ensign, dem „J.O.R.G.“ (engl. Junior Officer Requiring Guidance „dienstjunger Offizier, der Führung benötigt“) oder „George“, der als Vizepräsident der Messe fungiert, ist er verantwortlich für die Formalitäten der militärischen Dinner während einer „Messe-Nacht“.

## Andere moderne Streitkräfte
Gemäß NATO-Rangcode sind mit dem deutschen Offizieranwärter-Dienstgrad Fähnrich folgende Dienstgrade anderer Streitkräfte vergleichbar:
- Italien → italienisch Allievo Ufficiale II
- Russland → russisch Курсант / Kursant

Davon abweichend existieren in zahlreichen Streitkräften noch heute Offiziersdienstgrade, die in der Landessprache als Fähnrich tituliert werden. Als Beispiel anzuführen wäre etwa der Alférez, im spanisch- und portugiesischsprachigen Raum. Ihm entspricht in der Bundeswehr der Leutnant.
In den Streitkräften Ungarns existiert noch heute die Dienstgradgruppe der Fähnriche. Die Fähnriche sind hier Berufssoldaten in einer eigenen Dienstgradgruppe, den Unteroffizieren und Offizieren. Analog der vormaligen Fähnrichlaufbahn der Nationalen Volksarmee (vgl. unten) sind sie keine Offiziersanwärter. Die Dienstgradgruppe umfasst drei Ränge: Zászlós (Fähnrich), Törzszászlós (Stabsfähnrich) und, seit 1990, Főtörzszászlós (Oberstabsfähnrich).
Die beiden unteren Grade stuft der NATO-Rangcode in OR-8 ein, den Főtörzszászlós in OR-9. Damit sind mit dem britischen, nicht aber mit dem US-amerikanischen Warrant Officer vergleichbar.
Analog stehen heute in der Armee Polens der chorąży (Fähnrich, wörtl. Fahnenträger) und der chorąży sztabowy (Stabsfähnrich) zwischen den Offizieren und den Unteroffizieren. Die Bezeichnung podchorąży (Unterfähnrich) bezeichnet dagegen einen Offiziersschüler.

## Frühere Streitkräfte des deutschen Sprachraums

### Reichsarmee und kaiserliche Armee

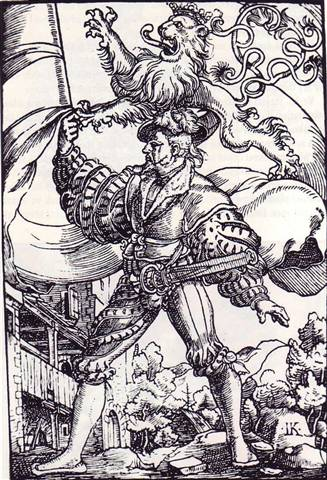
Fähnrich, Darstellung aus dem 16. Jahrhundert

Im Kriegshaufen der Landsknechte war der Fähnrich der Träger des Feldbanners, um das sich Kompanie oder Fähnlein scharte. Der vom Obristen ernannte Fähnrich musste als besonders zuverlässig und tapfer gelten und schwören, die Fahne bis zum Tode zu verteidigen. Es war ihm unter allen Umständen verboten, die Fahne loszulassen oder gar auf die Erde fallen zu lassen. In Kriegsbüchern des Dreißigjährigen Krieges ist dazu festgelegt, sich in die Fahne einzuwickeln oder mit den Zähnen zu halten, sollte man keine Arme mehr haben.
Der Nimbus der Fahne, die als Allerletztes fällt und dann noch unter allen Umständen in der Truppe verbleiben muss, entstand aus der Tatsache, dass im Kampf die – oft grellbunten – Banner über Jahrhunderte die wichtigste Möglichkeit der Standortbestimmung von Truppenteilen darstellten, waren sie doch im dicksten Getümmel und bisweilen noch im Pulverdampf zu erkennen. Hochgehalten zeigten sie, wo und ob die Truppe noch vorhanden war, denn war der Fähnrich gefallen, konnte man davon ausgehen, dass auch die Landsknechte des Fähnleins tot oder zumindest kampfunfähig waren. Desaströs wirkten sich in Feindeshand gelangte Fahnen aus, sie wurden sofort zur Irrleitung der scheinbar eigenen Truppen zweckentfremdet, was sie in den sicheren Untergang führte und letztendlich entscheidend für den Ausgang einer Schlacht sein konnte.
In einem Reglement von 1726 für Sachsen ist zu lesen:

„Die Fähndrich-Stelle ist die erste und niedrigste Ober-Officir-Charge, die gemeiniglich einem jungen, qualificirten Menschen anvertraut wird. An sich selbst ist sie eine Adeliche Charge […] Die Function eines Fähndrichs bestehet darinnen, daß er vor allen Dingen das ihm anvertraute Fähnlein bey dem Marsche und Zügen führen, auch solches bis auf den letzten Blutstropfen verdefendiren muß …“

Die Aufgabe als Fahnenträger übernahmen im 18. Jahrhundert in vielen Ländern die Offiziersanwärter Freikorporal (Infanterie, Dragoner) oder Fahnenjunker (Kavallerie).
Dem Fähnrich als niederstem Offiziersrang entsprach in der Kavallerie der Kornett. Eine Besonderheit stellte in der Artillerie der Stückjunker dar, der nie eine Fahne zu tragen hatte (die Artillerie führte keine Feldzeichen). Stattdessen befehligte er ein Geschütz (veraltet: „Stück“); sein Status schwankte je nach Armee zwischen dem eines Fähnrichs und dem des Freikorporals.

### Streitkräfte des Deutschen Kaiserreichs
In der Armee des Deutschen Kaiserreiches besaß der Portepee-Fähnrich nicht mehr Offiziersrang (wie in Preußen bis 1806), sondern stand an der Spitze der Unteroffiziere ohne Portepee, rangierte also vor den Sergeanten. In der preußischen Armee gingen diese Änderungen auf die Heeresreorganisation von 1807 zurück.
In Preußen wandelte sich damit der Fähnrich vom Offiziersdienstgrad zum Berufsoffiziersanwärter im Unteroffiziersrang (Avantageure/Aspiranten, ab 1899: Fahnenjunker, nun Mannschaftsdienstgrad); der Avantageur/Fahnenjunker wurde von seinem zukünftigen Regimentschef ausgewählt und konnte von diesem zunächst nach frühestens sechs Monaten und nach eigenem Ermessen anhand eines Dienstzeugnisses zum Portepee-Fähnrich (seit 1899 offiziell Fähnrich) befördert werden. Der Fähnrich trat so in Preußen an die Stelle des abgeschafften Freikorporals (der seit 1763 mitunter bereits das Fähnrichspatent erhielt, Offiziersrang genoss und darum als Portepee-Fähnrich das silberne Offiziersportepee am Mannschaftssäbel trug). Gleichzeitig entfielen in Preußen 1807 die Bezeichnungen Kornett und Stückjunker gänzlich.
Mindestvoraussetzung zum Eintritt in die Offizierslaufbahn der preußischen Armee war ab 1807 nicht mehr adelige Herkunft, sondern der Nachweis bürgerlicher Bildung in Form der schulischen Mittleren Reife (das „Einjährige“, als Bedingung für den Dienst als Einjährig-Freiwilliger).
Um Missbrauch etwa durch Vetternwirtschaft und mangelnder Qualifikation der Bewerber vorzubeugen, wurde das Verfahren zusehends professionalisiert. Um das Jahr 1900 mussten Anwärter, die zwar das „Einjährige“, nicht aber das Abitur besaßen, vor Dienstantritt eine Eignungsprüfung vor der Ober-Militär-Examinationskommission ablegen. Abgefragt wurden schriftliche und mündliche Kenntnisse allgemeinschulischer Art: Deutsche Sprache und Literatur, Latein, Französisch, Mathematik, Geographie, Geschichte, Zeichnen. Bei Nichtbestehen durfte die Prüfung, ganz oder in Teilen, nach etwa drei Monaten letztmals wiederholt werden.
Nach dem Bestehen der (Portepee-)Fähnrichsprüfung und bei positivem Dienstzeugnis erfolgte die Beförderung zum (Portepee-)Fähnrich. Anschließend besuchten sie ein Jahr lang die Kriegsschule; davon befreit waren Abiturienten, die mindestens ein Jahr auf einer technischen Hochschule, Berg- oder Forstakademie studiert hatten. Mit Ablegung des Offiziersexamens erlangte der (Portepee-)Fähnrich die Berechtigung zum Tragen des Offiziersseitengewehrs (Degen, Säbel) und rückte zu den Unteroffizieren mit Portepee auf. Als sogenannter „Degen-Fähnrich“ rangierte er nun vor dem Vizefeldwebel, doch hinter dem Etatmäßigen Feldwebel. Vor der Beförderung zum Leutnant musste das Offizierskorps in einem Wahlverfahren (Kooptation) seine Einwilligung erteilen.
Der (Portepee-)Fähnrich trug die Uniform des einfachen Unteroffiziers, diese also stets ohne den Kragenknopf des Sergeanten. Dazu anfangs die Seitenwaffe der Mannschaften (Bajonett oder Mannschaftssäbel), jedoch nicht mit der Unteroffizierstroddel (in Landesfarben), sondern mit dem Offiziers-Portepee. Die Kopfbedeckung war mit der Offizierskokarde versehen. Nach bestandener Offiziersprüfung änderten sich Uniform und Ausrüstung des Portepee-Fähnrichs: Die Unteroffizierstresse am Kragen entfiel, verblieb aber an den Ärmelaufschlägen. Seit 1846 war in Preußen der Offiziersdegen erlaubt, dieser war am Mannschaftskoppel über dem Uniformrock anzulegen. Zum kleinen Dienst und außer Dienst durfte, seit 1812 in Preußen, nun auch der Offiziersüberrock (Paletot) getragen werden, allerdings mit den Achselklappen der Mannschaften. Als Selbsteinkleider hatte der Fähnrich, wie der Offizier und der Einjährig-Freiwillige, die Kosten seiner Ausrüstung selbst zu tragen.
In der Marine des Kaiserreichs hieß der entsprechende Dienstgrad Fähnrich zur See.

### Gemeinsame Armee

#### Österreichische Reichshälfte
In der österreichisch-ungarischen Armee war der unterste Offiziersdienstgrad Fähnrich 1838 umbenannt worden in Unterleutnant 2. Gebührsklasse (ab 1849 Unterleutnant 2. Klasse, ab 1867 Unterleutnant, seit 1869 Leutnant). 1908 als Offiziersanwärterdienstgrad wiedereingeführt, ersetzte Fähnrich die 1869 systemisierte Bezeichnung Kadett-Offiziersstellvertreter. Fähnriche bzw. Kadett-Offiziersstellvertreter beendeten als Zöglinge der weniger renommierten k.u.k. Kadettenschulen ihre Ausbildung in der k.u.k. Armee. Im Unterschied zum Kadett-Offiziersstellvertreter stand der Fähnrich nicht mehr an der Spitze des Unteroffizierkorps, sondern gehörte als „Offizier des Soldatenstandes“ einer eigenen Rangklasse an. Dagegen wurden die Absolventen der prestigeträchtigeren Militärakademien damals direkt als Leutnants „ausgemustert“ – und damit als fertige Offiziere.
Siehe auch: Militärschulwesen (Österreich, 1900).
Rangabzeichen (österreichisch vormals „Distinktion“) war von 1868 bis 1918/1923 und dann wieder von 1933 bis 1938 eine 1,3 Zentimeter breite Goldborte an den Kragenenden, darauf der Leutnantsstern (seit 1933 zusätzlich mit einem blanken Kupferknopf dahinter). Vor der Einführung eigener Kadett-Dienstgrade 1869 unterschied sich der Offiziersdienst tuende Offiziersaspirant durch die Offiziersseitenwaffe von den übrigen Anwärtern (diese erhielten 1869 Goldbörtchen zu den Kragendienstgradabzeichen). Bei der Infanterie, wie die Offiziere, keine Achselspangen. Bei Kavallerie und Artillerie auf der linken Schulter eine Achselschlinge, nach Art der Offiziere, aber aus gelb-schwarz geritzter Seide.
Den Offizierssäbel schmückte das Offiziersportepee, jedoch in Seidenausführung. Als Kopfbedeckung war zum Kasernen- und Felddienst sowie zum Ausgang die schwarze Kappe der Offiziere erlaubt, mit den Verzierungen (Rose bzw. „Kokarde“, Schlingenspange und Kordel) aus kaisergelber, schwarz geritzter Seide (statt aus Goldgespinst). Zur Parade sowie an Sonn- und Feiertagen war hingegen der Tschako (Fußtruppen, Artillerie, Husaren) beziehungsweise der Helm (Ulanen, Dragoner) der Feldwebel und Wachtmeister Vorschrift. Die mittig längs geteilte, kaisergelbe Doppelborte war aus Seide (statt Schafwolle). Eine Ausnahme bildete der bortenlose Dragonerhelm: Die unterschiedslose Ausführung für Fähnriche und Wachtmeister kennzeichnete eine dreifache Riffelung des gelbmetallenen Seitenrands des Helmkamms.

#### Ungarische Reichshälfte
Zur Zeit der österreichisch-ungarischen Doppelmonarchie war der Zászlós in der Honvéd-Armee das Pendant zum Fähnrich in den Truppen der österreichischen Reichshälfte. Er zählte als „Offizier in Ausbildung“ bereits zu den Offizieren.
Siehe auch: Rangabzeichen der österreichisch-ungarischen Streitkräfte-

### Reichswehr, Wehrmacht und Waffen-SS

Fähnrich Luftwaffe

Nach 1918 entfielen die im Kaiserreich genutzten Bezeichnungen Portepee-Fähnrich, Degen-Fähnrich usw. Zunächst in der Reichswehr, später auch in der Wehrmacht stand nunmehr der Fähnrich beziehungsweise der Fähnrich zur See an der Spitze der Unteroffiziere ohne Portepee. Disziplinarrechtlich war er jedoch den Unteroffizieren mit Portepee gleichgestellt. Im Dezember 1920 wurde mit dem Oberfähnrich beziehungsweise Oberfähnrich zur See ein zweiter Fähnrich-Dienstgrad, diesmal vor dem Oberfeldwebel rangierend, geschaffen. Dies wurde in der Wehrmacht übernommen. In der Waffen-SS gab es die Dienstgrade SS-Junker, SS-Oberjunker, SS-Standartenjunker und SS-Oberstandartenjunker für Führeranwärter.

### Nationale Volksarmee
Der Fähnrich war in der Nationalen Volksarmee der vierthöchste Dienstgrad in der Dienstgradgruppe der Fähnriche. Die Fähnrichlaufbahnen bildeten nach Vorbild anderer Streitkräfte des Warschauer Paktes (siehe unten) eine eigenständige Laufbahngruppe, die zwischen den Unteroffizieren und den Offizieren angesiedelt war. Es handelte sich also nicht um Offizieranwärter, wie die Bezeichnung bei Kenntnis der Dienstgrade von Bundeswehr und Wehrmacht zunächst vermuten lässt. Offizieranwärter wurden in der Nationalen Volksarmee als Offiziersschüler bezeichnet und führten andersartige Dienstgrade.
Soldaten der Fähnrichlaufbahn rekrutierten sich überwiegend aus dienstälteren hochqualifizierten Unteroffizieren mit Portepee oder Bewerbern mit höherem Schul- oder Hochschulabschluss, die nach Absolvierung einer zweijährigen Ausbildung direkt zum Fähnrich ernannt wurden. Diese Ausbildung wurde teilstreitkraftintern, beispielsweise für die Luftstreitkräfte der Nationalen Volksarmee an der MTS der LSK/LV, durchgeführt. Das vorherige Durchlaufen der Unteroffizierslaufbahn war wünschenswert, aber gegen Ende der 1980er Jahre eher selten.
| Dienstgrad                                 |          |                     |
| niedriger: Stabsfeldwebel Stabsobermeister | Fähnrich | höher: Oberfähnrich |

### Andere Streitkräfte des Warschauer Pakts
In den meisten Streitkräften des Warschauer Paktes wurde zwischen den Laufbahn- und Dienstgradgruppen der Offiziere und Unteroffiziere eine weitere, mehrstufige Dienstgrad- bzw. Laufbahngruppe bis Beginn der 1970er Jahre eingeführt. Diese wurden in der Regel als Fähnriche bezeichnet (in Rumanien als „Militärmeister“). Das erste Land mit dieser Laufbahn war seit 1957 Ungarn. Allein Bulgarien verzichtete auf die Errichtung einer solchen Laufbahngruppe.
Soldaten dieser Dienstgradgruppe galten als Spezialisten ihrer Laufbahn. Auf die Laufbahn der Fähnriche konnten sich traditionell Kandidaten mit einem höheren Schulabschluss bewerben. Typisch war eine Ausbildungsdauer von zwei Jahren. Die Weiterbeförderung zum Offizier war in der Regel nicht vorgesehen. Auch wurden Berufsunteroffiziere nur selten in diese Laufbahn übernommen.
In Ungarn griff man 1957 zur Bezeichnung dieser Laufbahn auf den aus der Honvéd-Armee stammenden und bis 1945 in den ungarischen Streitkräften ununterbrochen verwendeten Dienstgrad Zászlós (Fähnrich) zurück. Der Laufbahngruppe der Zászlósok umfasste die beiden Dienstgrade Zászlós und Törzszászlós (Stabsfähnrich). In der Nationalen Volksarmee wurde diese Dienstgradgruppe mit der althergebrachten Bezeichnung Fähnriche betitelt (siehe oben). Im Russischen wurde diese Dienstgradgruppe als Praporschtschik bezeichnet. Einige weitere slawischsprachige Staaten des Ostblocks übernahmen diese Bezeichnung so oder ähnlich aus dem Russischen. In Polen wurde diese Gruppe als Chorąży bezeichnet. Analog wurde in Rumänien die fünfstufige Laufbahngruppe der „Militärmeister“ (rumänisch: Maistri militari), vom Maistru militar classa IV bis zum ranghöchsten Maistru militar principal eingeführt.

#### Übersetzung und Vergleichbarkeit
Die polnischen und russischsprachigen Bezeichnungen gehen wie das deutsche Wort Fähnrich etymologisch in der jeweiligen Sprache auf die Truppenfahne oder deren Träger zurück. Da alle aufgezählten Dienstgradbezeichnungen im Warschauer Pakt vergleichbar waren und die slawischen Begriffe darüber hinaus auch etymologisch dieselbe Bedeutung hatten, konnten die Begriffe in der Deutschen Demokratischen Republik mit Fähnrich übersetzt werden. In der Bundesrepublik Deutschland zieht man die Beibehaltung der fremdsprachigen Wörter jedoch häufig vor, da eine gleichlautende Übersetzung aufgrund der Nichtvergleichbarkeit mit dem Bundeswehrdienstgrad Fähnrich irreführend ist. In anglophonen Streitkräften findet sich mit den Warrant Officers dagegen eine Dienstgradgruppe, die eine gewisse Vergleichbarkeit mit den beschriebenen Dienstgradgruppen im Warschauer Pakt aufwies.